# Borodinia macrophylla
Borodinia macrophylla är en korsblommig växtart som först beskrevs av Porphir Kiril Nicolai Stepanowitsch Turczaninow, och fick sitt nu gällande namn av Otto Eugen Schulz. Borodinia macrophylla ingår i släktet Borodinia och familjen korsblommiga växter. Inga underarter finns listade i Catalogue of Life.